# Théâtre Aouézov
Pour la station de métro, voir Moukhtar Äouezov atyndaghy teatry (métro d'Almaty).
Le Théâtre Aouézov (russe : Казахский государственный академический театр драмы им. М.О. Ауэзова) est une salle de spectacle située à Almaty au Kazakhstan.
Il est desservi par la station Moukhtar Äouezov atyndaghy teatry.

## Histoire
Le théâtre est créé en 1925 dans la capitale de l'époque  Kyzylorda.
Il ouvre le  13 janvier 1926.
En 1928,  le théâtre est transféré dans la nouvelle capitale Almaty.
Le 10 août 1961, le théâtre prend le nom du célèbre écrivain Moukhtar Aouézov sur décision de la République socialiste soviétique kazakhe. 
En 1987-1988, son directeur artistique est Assanali Achimov qui y travaille depuis 1963.